# Eraldo Da Roma
Eraldo Da Roma, pseudonimo di Eraldo Judiconi (Roma, 1º marzo 1900 – Roma, 27 marzo 1981), è stato un montatore italiano.
Gli si attribuiscono oltre 130 pellicole nel giro di trentotto anni di intensa attività.

## Attività professionale
"Si faceva chiamare Eraldo da Roma perché era stato tenore e faceva concerti. Era il suo nome d'arte quando cantava le opere, e se lo è portato dietro anche nel mondo del cinema. Un giorno fece un'audizione al Teatro dell'Opera: Rina Gigli, figlia di Beniamino Gigli, lo fece entrare nel grande giro e così decise di passare al cinema e cominciò a fare l'aiuto-operatore". “È considerato il più grande montatore di tutti i tempi… De Sica sapeva che Eraldo era un uomo straordinario.”
Ha esordito con il regista Mario Bonnard montando il film 30 secondi d'amore nel 1936. Ha curato in particolare il montaggio di alcuni film del regista pugliese Francesco De Robertis: nel 1941 ha montato il suo primo film significativo, dal titolo La nave bianca, supervisionato da Roberto Rossellini.
Eraldo da Roma “fece per qualche tempo l'aiuto operatore prima di dedicarsi al montaggio. Cominciò la sua carriera negli anni trenta. Nino Baragli ricorda che, quando faceva Addio Kira! e Noi vivi, entrambi del 1942, già stava attaccato alla sua moviola, a vedere come si facevano le giunte, come si muoveva l'immagine…”.
Tra i suoi lavori più importanti, ha firmato il montaggio dei film di Roberto Rossellini: Roma città aperta, Paisà e, Eugenia Grandet, diretto da Mario Soldati nel 1947, poi, Ladri di biciclette di Vittorio De Sica e Germania anno zero, sempre di Rossellini, entrambi del 1948.
Nel 1954 ha montato Uomini ombra e Mizar (Sabotaggio in mare), entrambi per Francesco De Robertis. Poi L'eclisse di Michelangelo Antonioni nel 1962. L'ultimo film montato risulta 24 ore... non un minuto di più nel 1973.
Si è cimentato anche nella recitazione, nel film Nata di marzo nel 1960, nel ruolo di Tito.

## Filmografia

### Cinema
- Milizia territoriale, regia di Mario Bonnard (1935)
- 30 secondi d'amore, regia di Mario Bonnard (1936)
- Non ti conosco più, regia di Nunzio Malasomma (1936)
- Lohengrin, regia di Nunzio Malasomma (1936)
- I fratelli Castiglioni, regia di Corrado D'Errico (1937)
- Il feroce Saladino, regia di Mario Bonnard (1937)
- Sono stato io!, regia di Raffaello Matarazzo (1937)
- Il conte di Brechard, regia di Mario Bonnard (1938)
- L'amor mio non muore!, regia di Giuseppe Amato (1938)
- Stella del mare, regia di Corrado D'Errico (1938)
- Inventiamo l'amore, regia di Camillo Mastrocinque (1938)
- I figli del marchese Lucera, regia di Amleto Palermi (1938)
- Tutta la vita in una notte, regia di Corrado D'Errico (1939)
- Papà Lebonnard (Le père Lebonnard), regia di Jean de Limur (1939)
- Papà per una notte, regia di Mario Bonnard (1939)
- Ultima giovinezza, regia di Jeff Musso (1939)
- Follie del secolo, regia di Amleto Palermi (1939)
- Cavalleria rusticana, regia di Amleto Palermi (1939)
- Processo e morte di Socrate, regia di Corrado D'Errico (1939)
- Rosa di sangue (Angélica), regia di Jean Choux (1940)
- Il ponte di vetro, regia di Goffredo Alessandrini (1940)
- Il ponte dei sospiri, regia di Mario Bonnard (1940)
- Lucrezia Borgia, regia di Hans Hinrich (1940)
- Miseria e nobiltà, regia di Corrado D'Errico (1940)
- Ecco la felicità, regia di Marcel L'Herbier (1940)
- Il re del circo, regia di Hans Hinrich (1941)
- La compagnia della teppa, regia di Corrado D'Errico (1941)
- La nave bianca, regia di Roberto Rossellini (1941)
- Il bravo di Venezia, regia di Carlo Campogalliani (1941)
- Una signora dell'Ovest, regia di Carl Koch (1942)
- Il leone di Damasco, regia di Corrado D'Errico (1942)
- Un pilota ritorna, regia di Roberto Rossellini (1942)
- Arriviamo noi!, regia di Amleto Palermi (1942)
- Giarabub, regia di Goffredo Alessandrini (1942)
- Perdizione, regia di Carlo Campogalliani (1942)
- Noi vivi, regia di Goffredo Alessandrini (1942)
- Addio Kira!, regia di Goffredo Alessandrini (1942)
- Don Giovanni, regia di Dino Falconi (1942)
- Capitan Tempesta, regia di Corrado D'Errico (1942)
- L'uomo dalla croce, regia di Roberto Rossellini (1943)
- Sant'Elena, piccola isola, regia di Umberto Scarpelli e Renato Simoni (1943)
- Roma città aperta, regia di Roberto Rossellini (1945)
- L'innocente Casimiro, regia di Carlo Campogalliani (1945)
- Paisà, regia di Roberto Rossellini (1946)
- La gondola del diavolo, regia di Carlo Campogalliani (1946)
- Il tiranno di Padova, regia di Max Neufeld (1946)
- Un americano in vacanza, regia di Luigi Zampa (1946)
- Biraghin, regia di Carmine Gallone (1946)
- Eugenia Grandet, regia di Mario Soldati (1947)
- La grande aurora, regia di Giuseppe Maria Scotese (1947)
- L'onorevole Angelina, regia di Luigi Zampa (1947)
- Il fabbro del convento, regia di Max Calandri (1947)
- Germania anno zero, regia di Roberto Rossellini (1948)
- L'amore, regia di Roberto Rossellini, episodio Una voce umana (1948)
- Anni difficili, regia di Luigi Zampa (1948)
- L'uomo dal guanto grigio, regia di Camillo Mastrocinque (1948)
- Ladri di biciclette, regia di Vittorio De Sica (1948)
- Arrivederci, papà!, regia di Camillo Mastrocinque (1948)
- Campane a martello, regia di Luigi Zampa (1949)
- Anselmo ha fretta, regia di Gianni Franciolini (1949)
- La cintura di castità, regia di Camillo Mastrocinque (1949)
- Cronaca di un amore, regia di Michelangelo Antonioni (1950)
- È più facile che un cammello..., regia di Luigi Zampa (1950)
- Mamma mia, che impressione!, regia diRoberto Savarese (1951)
- Signori, in carrozza!, regia di Luigi Zampa (1951)
- Miracolo a Milano, regia di Vittorio De Sica (1951)
- Cameriera bella presenza offresi..., regia di Giorgio Pàstina (1951)
- Buongiorno, elefante!, regia di Gianni Franciolini (1952)
- Il cappotto, regia di Alberto Lattuada (1952)
- Processo alla città, regia di Luigi Zampa (1952)
- Umberto D., regia di Vittorio De Sica (1952)
- Il viale della speranza, regia di Dino Risi (1953)
- La signora senza camelie, regia di Michelangelo Antonioni (1953)
- La voce del silenzio, regia di Georg Wilhelm Pabst (1953)
- Anni facili, regia di Luigi Zampa (1953)
- I vinti, regia di Michelangelo Antonioni (1953)
- Il sole negli occhi, regia di Antonio Pietrangeli (1953)
- Siamo donne – film collettivo, episodio Isa Miranda (1953)
- Stazione Termini, regia di Vittorio De Sica (1953)
- L'amore in città – tutti gli episodi (1953)
- Terza liceo, regia di Luciano Emmer (1954)
- Allegro squadrone, regia di Paolo Moffa (1954)
- Uomini ombra, regia di Francesco De Robertis (1954)
- Mizar (Sabotaggio in mare), regia di Francesco De Robertis (1954)
- Il matrimonio, regia di Antonio Petrucci (1954)
- L'oro di Napoli, regia di Vittorio De Sica – tutti gli episodi (1954)
- Questa è la vita – tutti gli episodi (1954)
- La romana, regia di Luigi Zampa (1954)
- L'arte di arrangiarsi, regia di Luigi Zampa (1954)
- La principessa delle Canarie, regia di Paolo Moffa (1954)
- Gli ultimi cinque minuti, regia di Giuseppe Amato (1955)
- Le amiche, regia di Michelangelo Antonioni (1955)
- Lo scapolo, regia di Antonio Pietrangeli (1955)
- Ragazze d'oggi, regia di Luigi Zampa (1955)
- La donna più bella del mondo, regia di Robert Zigler Leonard (1955)
- Yalis, la vergine del Roncador, regia di Francesco De Robertis (1955)
- Il tetto, regia di Vittorio De Sica (1956)
- Tempo di villeggiatura, regia di Antonio Racioppi (1956)
- I fidanzati della morte, regia di Romolo Marcellini (1956)
- Questo meraviglioso mondo (1956)
- La grande strada azzurra, regia di Gillo Pontecorvo (1957)
- Il grido, regia di Michelangelo Antonioni (1957)
- Souvenir d'Italie, regia di Antonio Pietrangeli (1957)
- Guendalina, regia di Alberto Lattuada (1957)
- La ragazza del Palio, regia di Luigi Zampa (1957)
- Anna di Brooklyn, regia di Vittorio De Sica e Carlo Lastricati (1958)
- Ladro lui, ladra lei, regia di Luigi Zampa (1958)
- L'amico del giaguaro di Giuseppe Bennati (1958)
- Nata di marzo, regia di Antonio Pietrangeli (1958)
- Gli ultimi giorni di Pompei, regia di Mario Bonnard e Sergio Leone (1959)
- I tartassati, regia di Steno (1959)
- Tempi duri per i vampiri, regia di Steno (1959)
- Ombre bianche regia di Nicholas Ray (1960)
- Il mattatore, regia di Dino Risi (1960)
- La rivolta degli schiavi, regia di Nunzio Malasomma (1960)
- L'avventura, regia di Michelangelo Antonioni (1960)
- Gastone, regia di Mario Bonnard (1960)
- Adua e le compagne, regia di Antonio Pietrangeli (1960)
- Maciste contro il vampiro, regia di Sergio Corbucci e Giacomo Gentilomo (1961)
- Il colosso di Rodi, regia di Sergio Leone (1961)
- La notte, regia di Michelangelo Antonioni (1961)
- Le italiane e l'amore, registi vari, episodi Le adolescenti e l'amore e L'infedeltà coniugale (1961)
- I sogni muoiono all'alba, regia di Mario Craveri,  Enrico Gras e Indro Montanelli (1961)
- Fantasmi a Roma, regia di Antonio Pietrangeli (1961)
- Madame Sans-Gêne, regia di Christian-Jaque (1961)
- Gli anni ruggenti, regia di Luigi Zampa (1962)
- L'eclisse, regia di Michelangelo Antonioni (1962)
- L'amore difficile, registi vari, tutti gli episodi (1962)
- Hong Kong un addio, regia di Gian Luigi Polidoro (1963)
- La parmigiana, regia di Antonio Pietrangeli (1963)
- L'amore difficile – tutti gli episodi (1963)
- I misteri di Roma, registi vari (1963)
- Le schiave esistono ancora, regia di Maleno Malenotti, Roberto Malenotti e Folco Quilici – documentario (1964)
- Frenesia dell'estate, regia di Luigi Zampa (1964)
- Cyrano e D'Artagnan, regia di Abel Gance (1964)
- Deserto rosso, regia di Michelangelo Antonioni (1964)
- La visita, regia di Antonio Pietrangeli (1963)
- Il magnifico cornuto, regia di Antonio Pietrangeli (1964)
- I tre volti, regia di Michelangelo Antonioni, episodio Il provino (1965)
- Una moglie americana, regia di Gian Luigi Polidoro (1965)
- Una questione d'onore, regia di Luigi Zampa (1965)
- Il fischio al naso, regia di Ugo Tognazzi (1967)
- Arabella, regia di Mauro Bolognini (1967)
- Da uomo a uomo, regia di Giulio Petroni (1967)
- Una moglie giapponese?, regia di Gian Luigi Polidoro (1968)
- Il medico della mutua, regia di Luigi Zampa (1968)
- Colpo di sole, regia di Mino Guerrini (1968)
- Tepepa, regia di Giulio Petroni (1969)
- 24 ore... non un minuto di più, regia di Franco Bottari (1973)